# 203 př. n. l.

## Narození
- ? – Wen-ti, pátý císař čínské dynastie Chan († 6. června 157 př. n. l.)

## Události
- Hannibal je i s vojskem odvolán z Apeninského poloostrova k obraně Kartága

## Hlava státu
- Čína – Kao-cu (206 – 195 př. n. l.)
- Seleukovská říše – Antiochos III. Megás (223 – 187 př. n. l.)
- Řecko-baktrijské království – Euthydemus I. (230 – 200 př. n. l.)
- Parthská říše – Arsakés II. (211 – 185 př. n. l.)
- Egypt – Ptolemaios V. Epifanés (204 – 180 př. n. l.)
- Bosporská říše – Hygiainon (220 – 200 př. n. l.)
- Pontus – Mithridates III. (220 – 185 př. n. l.)
- Kappadokie – Ariarathes IV. (220 – 163 př. n. l.)
- Bithýnie – Prusias I. (228 – 182 př. n. l.)
- Pergamon – Attalos I. (241 – 197 př. n. l.)
- Sparta – Nabis (206 – 192 př. n. l.)
- Athény – Apollodorus (204 – 203 př. n. l.) » Proxenides (203 – 202 př. n. l.)
- Makedonie – Filip V. (221 – 179 př. n. l.)
- Epirus – vláda épeiroské ligy (231 – 167 př. n. l.)
- Římská republika – konzulové Cn. Servilius Caepio a C. Servilius Geminus (203 př. n. l.)
- Numidie – Masinissa (206 – 202 př. n. l.)